# Oenochroma stillans
Oenochroma stillans là một loài bướm đêm trong họ Geometridae.